# Sea Launch
Sea Launch Company – przedsiębiorstwo astronautyczne i stworzony przez nie system wynoszenia ładunków na orbitę, używający pływającej platformy startowej Ocean Odyssey i rakiet nośnych Zenit-3SL. Pierwszą rakietę wystrzelono 27 marca 1999. Od końca 2006 r. przedsiębiorstwo oferuje także naziemne starty rakiet typu Zenit 3SLB.
Sea Launch Company należy do Launch Services Alliance, stowarzyszenia trzech przedsiębiorstw astronautycznych (Boeing, Arianespace i Mitsubishi Heavy Industries), które zobowiązuje każde z nich do przekazywania sobie klientów, jeśli z jakiegoś powodu nie mogą zrealizować jego zamówienia. Sea Launch skorzystał z niego pierwszy raz w 2004, gdy Arianespace miała problemy z niezawodnością rakiety Ariane 5 i musiała przełożyć wiele startów swoich rakiet.
Sea Launch twierdzi, że może zapewnić niskie ceny swoich usług dzięki dogodnemu położeniu (dokładnie na równiku) i niskim kosztom, w porównaniu do lądowych stanowisk startowych. Załogę platformy Ocean Odyssey i statku dowodzenia Sea Launch Commander stanowi 310 osób.
Pomimo iż Sea Launch jest obecnie jedynym podmiotem wystrzeliwującym rakiety z powierzchni wody, koncepcja taka był już wykorzystywana w latach 1964-1988 przez wspólną inicjatywę Włoch i USA, które przeprowadzały starty rakiet kosmicznych z platformy San Marco, u wybrzeży Kenii.

## Udziałowcy

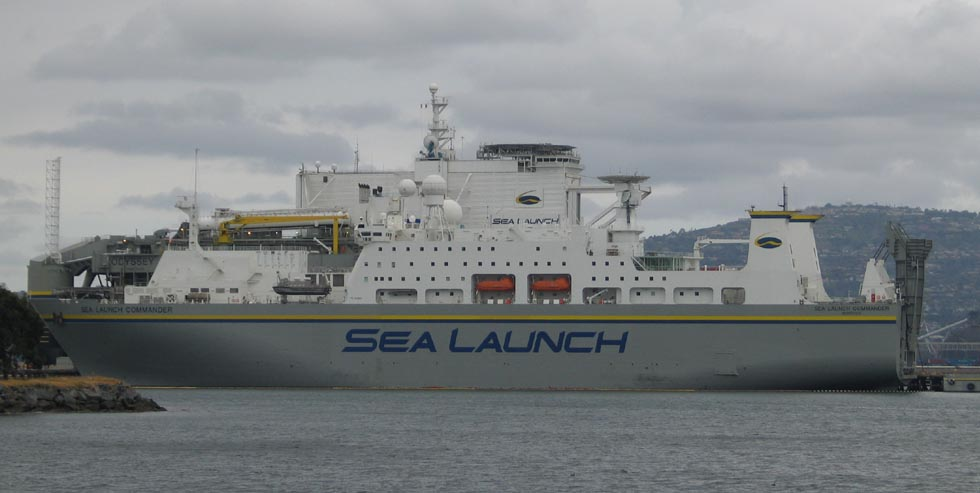
Statek dowodzenia Sea Launch Commander

Sea Launch Company jest spółką utworzoną w 1995 (po dwóch latach planowania) przez cztery firmy z czterech różnych krajów:
- Boeing Commercial Space (USA) – 40% udziałów – obsługa i integracja systemu jako całości, umieszczanie ładunków w rakiecie oraz dostarczanie osłon balistycznych (chroniących ładunek podczas startu)
- RKK Energia (Rosji) – 25% udziałów – dostarczanie 3. członu rakiety nośnej
- Aker Kværner (Norwegii) – 20% udziałów – dostarczyła i obsługuje platformę startową Ocean Odyssey i statek dowodzenia Sea Launch Commander
- Biuro Konstrukcyjne Jużnoje / Jużmasz (Ukrainy) – 15% udziałów – dostarcza rakiety Zenit (stanowiące dwa pierwsze człony Zenita-3SL)

## Historia
Powstanie firmy wiązało się z wieloma problemami natury politycznej i prawnej. W 1998 Boeing został ukarany przez amerykański Departament Stanu, rekordową wówczas, grzywną 10 mln USD za naruszenie ustawy o kontroli eksportu broni – prace nad techniką rakietową z udziałem zagranicznych partnerów, między rokiem 1994 a 1998. Tworzenie Sea Launch zostało zawieszone na czas dwumiesięcznego śledztwa. W międzyczasie służby celne USA zatrzymały na granicy transport rakiet Zenit-3SL do Kalifornii, za rzekome nieposiadanie przez firmę licencji na import amunicji. Sprawa została rozstrzygnięta na korzyść Sea Launch.
Również w 1998 miała miejsce próba zablokowania powstania firmy przez szesnaście państw, członków Forum Południowego Pacyfiku. Żądały one od USA zablokowania firmy na czas określenia skutków jej działalności na środowisko. Najgłośniejszy sprzeciw wnosiło wyspiarskie państewko Kiribati.
Międzynarodowa Federacja Pracowników Transportu (ITWF) skrytykowała udziałowców za zarejestrowanie statków w Liberii. W maju 1999 Sea Launch osiągnął porozumienie z ITWF, zezwalając swoim pracownikom na korzystanie z inspektorów ITWF.
Rozpoczęcie działalności przez Sea Launch było możliwe dzięki dwóm firmom, które zakontraktowały pierwsze starty. Hughes Space and Communications 18 grudnia 1995 podpisał umowę na 1 mld USD obejmującą 10 startów z możliwością poszerzenia o kolejne 10. 12 lipca 1996 Space Systems/Loral podpisał umowę na 5 startów.
W 1996 całkowity koszt powstania firmy szacowano na 583 mln USD. Chase Manhattan Bank udzielił firmie pożyczek na około 400 mln USD. Na część tych kredytów, z powodu niestabilności politycznych na Rosji i Ukrainie, gwarancji do 2012 udzielił Bank Światowy (100 mln USD Rosji, 75 mln USD Ukrainie) i Europejski Bank Odbudowy i Rozwoju (65 mln USD).
Wszystkie komercyjne ładunki wyniesione przez Sea Launch były telekomunikacyjnymi satelitami geostacjonarnymi, należącymi do, między innymi EchoStar, DirecTV, XM Satellite Radio czy PanAmSat.

### Nieudany start
30 stycznia 2007 rakieta Sea Launch Zenit-3SL mająca wynieść na orbitę satelitę NSS-8 eksplodowała na wyrzutni. Najprawdopodobniej eksplozję spowodowała awaria silnika 1. członu rakiety. Możliwe, że rozpoczął on pracę prawidłowo, co spowodowało, że komputer wyrzutni zwolnił bolce przytrzymujące rakietę, aby ta mogła unieść się w powietrze. Jednak zaraz potem silnik stracił ciąg, a rakieta opadła na platformę i zsunęła się do morza po pochyłym deflektorze ognia i gazu wylotowego. Wtedy też eksplodowała. Dostępne zdjęcia z wypadku przedstawiały ogromną kulę ognia większą niż sama platforma startowa. Dopóki firma nie wydała oficjalnego komunikatu, uważano, że platforma Ocean Odyssey może być poważnie uszkodzona i wymagać bardzo drogiego remontu. Okazało się jednak, że wybuch spowodował minimalne uszkodzenia i platforma po drobnych naprawach mogła dalej funkcjonować. Sea Launch powołał specjalną komisję, która miała ustalić przyczyny katastrofy. Komisja opublikowała wyniki swojego dochodzenia 14 marca 2007. Ustalono, że przyczyną eksplozji rakiety było dostanie się metalowego elementu do jednej z pomp silnika. Komisja opracowała zalecenia, których wprowadzenie miało zapobiec podobnym wypadkom i umożliwić wznowienie lotów. Loty zostały wznowione w 2008 r.

## Starty naziemne
W 2006 spółka rozszerzyła swoją ofertę o naziemne starty rakiet Zenit 3SLB, modyfikacji rakiety Zenit-3SL, z kosmodromu Bajkonur.
Wprowadza także dwustopniową rakietę Zenit 2SLB, mogącą wynieść na niską orbitę okołoziemską ładunek do 13 ton.

## Zalety morskiej platformy startowej
Pływająca platforma startowa, umieszczona na równiku, ma wiele zalet w porównaniu do konwencjonalnych naziemnych stanowisk startowych:
- prędkość obrotowa Ziemi jest największa na równiku, co daje rakietom z niego startującym dodatkowe przyspieszenie
- brak potrzeby przeprowadzania manewrów orbitalnych do osiągnięcia orbity o nachyleniu 0°, używanej przez satelity geostacjonarne. Umożliwia to wyniesienie 15%-20% większego ładunku niż przy starcie ze średnich szerokości geograficznych
- otoczenie oceanu zmniejsza niemal do zera ryzyko upadku rakiety na tereny zamieszkane
- położenie platformy gwarantuje dobre warunki atmosferyczne: mało burz, w dodatku prawie nigdy z piorunami
- brak konfliktu z torami lotów innych rakiet z innych kosmodromów i niemal całkowity brak ruchu lotniczego i morskiego w okolicy platformy startowej
- możliwość osiągnięcia dowolnego nachylenia orbity z jednego kosmodromu – USA potrzebują do tego dwóch kosmodromów, na Przylądku Canaveral i w Vandenberg